# Lacinipolia brachiola
Lacinipolia brachiola är en fjärilsart som beskrevs av Harvey 1876. Lacinipolia brachiola ingår i släktet Lacinipolia och familjen nattflyn. Inga underarter finns listade i Catalogue of Life.